# Tmarus lanyu
Tmarus lanyu là một loài nhện trong họ Thomisidae.
Loài này thuộc chi Tmarus. Tmarus lanyu được miêu tả năm 2006 bởi Zhang, Zhu & Tso.